# ويس مور
ويس مور (بالإنجليزية: Wes Moore)‏ هو مؤلف وجندي أمريكي، ولد في 15 أكتوبر 1978 في ماريلند في الولايات المتحدة.

## وصلات خارجية
- الموقع الرسمي